# Манкимэн
«Манкимэн» (англ. Monkey Man) — американский остросюжетный боевик Дева Пателя, для которого он стал режиссёрским дебютом. В фильме снялись Дев Патель, Шарлто Копли, Питобаш, Собхита Дхулипала, Сикандар Кхер, Випин Шарма, Ашвини Кхалсекар, Адити Калкунте и Макаранд Дешпандэ.
Премьера фильма состоялась на фестивале South by Southwest 11 марта 2024 года. 5 апреля 2024 года фильм вышел в кинотеатрах США.

## Сюжет
Молодой человек по имени Кид, работающий в подпольном бойцовском клубе, собирается отомстить группе коррумпированных лидеров, из-за которой погибла его мать.

## В ролях
- Дев Патель — Кид
- Шарлто Копли — Тигр
- Питобаш — Алфонсо
- Випин Шарма — Альфа
- Сикандар Кхер — Рана
- Собхита Дхулипала — Сита
- Ашвини Кхалсекар — Куини
- Адити Калкунте
- Макаранд Дешпандэ — Баба Шакти

## Производство
В октябре 2018 года стало известно, что Дев Патель снимет свой дебютный фильм в качестве режиссёра под названием «Манкимэн».
В марте 2021 года стало известно, что съёмки завершены. Права на международную дистрибуцию приобрела компания Netflix. Фильм описали как «Джон Уик в Мумбаи». Во время съёмок Патель сломал руку.
Посмотрев фильм, Джордан Пил решил, что он заслуживает выхода в кинотеатрах, после чего приобрёл права на него у Netflix.
Премьера фильма состоялась на фестивали South by Southwest 11 марта 2024 года. 5 апреля 2024 года фильм вышел в кинотеатрах США. 11 апреля 2024 года «Манкимэн» вышел в прокат в России.

## Восприятие
На сайте-агрегаторе рецензий Rotten Tomatoes рейтинг фильма составляет 86 % на основании 145 обзоров критиков со средней оценкой 7,0 из 10. Консенсус критиков сформулирован так: «Смелая работа режиссёра-дебютанта Дева Пателя, „Манкимэн“ с равной уверенностью сочетает в себе экшен и социально-политический контекст». На сайте-агрегаторе Metacritic рейтинг фильма составляет 71 балл из 100 возможных на основании 37 обзоров критиков, что соответствует «в целом положительным» отзывам.